# 910-е годы
910-е (девятьсо́т деся́тые) го́ды по юлианскому календарю — промежуток времени с 1 января 910 года по 31 декабря 919 года, включающий 910 год 1-го десятилетия   и с 911 по 919 годы    2-го десятилетия X века 1-го тысячелетия.  Они закончились 1106 лет назад.

## Важнейшие события
- Герцогство Нормандия (911—1469; Роллон)[1][2].
- Королевство Леон (910—1230).
- 911 — договор Руси Олега с Византией.
- 912 — условная летописная дата гибели Олега от укуса змеи и начала правления Игоря.
- 912 — смерть императора Льва VI Мудрого; его наследниками остаются его брат Александр и родившийся от четвёртого брака 7-летний сын Константин VII Багрянородный. Александр мечтает лишить племянника престола, но умирает уже в 913. Возникает вопрос о законнорождённости Константина, который разрешается в том смысле, что мальчик признаётся законным императором, но впредь четвёртый брак воспрещён безусловно. Около 919 фактическую власть в империи захватывает Роман I Лакапин, который выдаёт за юного Константина замуж свою дочь.
- 913 — Византийско-болгарская война (913—927)[англ.]
- 919 — начало Саксонской династии: саксонский герцог Генрих I избран королём Германии.
- Завершается объединение Англии; административное подчинение Данелага (сохранившего значительную автономию и «датское право»).
- Начало строительства первого монастыря в Клюни.